# Thomas Siebel
Thomas M. Siebel (nació el 20 de noviembre de 1952) es un multimillonario empresario, tecnólogo y escritor estadounidense. Es reconocido por ser el fundador de la empresa de software empresarial Siebel Systems y actualmente ocupa los cargos de fundador, presidente y director ejecutivo de C3.ai, una destacada empresa especializada en aplicaciones y plataformas de software de inteligencia artificial.
Además de su rol en C3.ai, Siebel es presidente de First Virtual Group, un diversificado holding con intereses en la gestión de inversiones, el sector inmobiliario comercial, la agroindustria y la filantropía.

## Juventud y educación
Siebel nació en Chicago, siendo uno de los siete hijos de Arthur Francis Siebel, un abogado educado en Harvard, y Ruth A. (de soltera Schmid) Siebel, perteneciente a una familia luterana. Se graduó en Historia en la Universidad de Illinois en Urbana-Champaign, donde también obtuvo un máster en Administración de Empresas, otra maestría en Informática, y recibió un doctorado honoris causa en Ingeniería.

## Carrera empresarial
Entre 1984 y 1990, Siebel trabajó como ejecutivo en Oracle Corporation, ocupando diversos cargos directivos. Posteriormente, asumió el cargo de consejero delegado en Gain Technology, una empresa de software multimedia que se fusionó con Sybase en diciembre de 1992. Sin embargo, su trayectoria más destacada fue como fundador, presidente y director ejecutivo de Siebel Systems, la cual fue adquirida por Oracle en enero de 2006. Actualmente, Siebel se desempeña como presidente de First Virtual Group, un holding diversificado.

### Siebel Systems
Siebel Systems era una empresa de software dedicada principalmente al diseño, desarrollo, comercialización y soporte de aplicaciones de gestión de las relaciones con los clientes (CRM, del inglés; Customer Relationship Management). Durante su tiempo como ejecutivo en Oracle, Siebel propuso la idea de crear aplicaciones de software empresarial adaptadas a las funciones de marketing, ventas y atención al cliente. Sin embargo, la dirección de Oracle rechazó su propuesta, lo que llevó a Siebel a abandonar la compañía para fundar Siebel Systems en 1993 y perseguir esa oportunidad.
En 1999, Siebel Systems se convirtió en la empresa tecnológica de más rápido crecimiento en Estados Unidos. La compañía llegó a tener más de 8.000 empleados en 32 países, atendiendo a más de 4.500 clientes corporativos y generando ingresos anuales superiores a 2.000 millones de dólares antes de fusionarse con Oracle en enero de 2006.

### C3.ai
C3.ai es una empresa de software fundada por Siebel en 2009 que se especializa en inteligencia artificial empresarial a gran escala. Su producto de software de IA empresarial utiliza el aprendizaje automático y las redes neuronales para resolver problemas analíticos complejos en el comercio, la industria y el gobierno. Diversas organizaciones utilizan este software para mejorar sus operaciones, reducir costes y optimizar su preparación. Entre los clientes de C3.ai se encuentran la Fuerza Aérea de EE. UU., la Agencia de Defensa de Misiles y la Unidad de Innovación del Departamento de Defensa. Hasta el año 2022, la empresa ya contaba con 42 "aplicaciones de IA empresarial llave en mano" para clientes de diversos sectores, y ofrecía un producto de IA "sin código" que ayuda a resolver problemas empresariales.
C3.ai fue incluida en la lista "CNBC Disruptor 50" de 2019, con una valoración de 2.100 millones de dólares. A través de C3.ai, Siebel lideró una colaboración para utilizar la IA y ayudar a abordar la crisis del COVID-19.
El consejo de administración de la empresa, dirigido por Siebel y Patricia House, cuenta con miembros notables como la ex secretaria de estado estadounidense Condoleezza Rice y el exvicepresidente del Estado Mayor Conjunto, el general retirado John Hyten.

## Transformación digital
El cuarto libro de Siebel, "Transformación digital", se convirtió en un bestseller del Wall Street Journal en julio de 2019. En esta obra, Siebel analiza cómo la confluencia de cuatro vectores modernos de tecnología de la información: computación en la nube elástica, big data, inteligencia artificial e internet de las cosas, está impactando en los negocios, el gobierno y la sociedad. Además, caracteriza el siglo XXI como un periodo de extinción masiva de empresas y afirma que, desde el año 2000, el 52% de las empresas de Fortune 500 han desaparecido de la lista. En el libro, Siebel también analiza cómo nuevas empresas como Amazon, Uber, Tesla, Airbnb y otras han surgido y crecido durante este tiempo.
Siebel afirma que, para sobrevivir y prosperar en el siglo XXI, las organizaciones deben someterse a una transformación digital aprovechando las cuatro tecnologías de la información que se analizan en el libro. Este ofrece consejos a las organizaciones en forma de un plan de acción de 10 puntos diseñado para directores ejecutivos.

## Filosofía de gestión
Siebel es partidario de construir una "cultura corporativa de auto-formación" que motive a los empleados a continuar su educación en el trabajo. En C3.ai, se ofrece premios en efectivo de 1.000 a 1.500 dólares a los empleados por cada curso que completen de un currículo curado de Coursera. En 2019, Siebel implementó un programa en C3.ai que cubre el 100 por ciento de los costos para que los empleados completen un programa de maestría en ciencias de la computación ("Master's Degree of Computer Science", MCS) en línea de la Universidad de Illinois en Urbana-Champaign. Los empleados que concluyan el título MCS recibirán un aumento salarial del 15 por ciento, una bonificación en efectivo de 25.000 dólares y opciones sobre acciones adicionales.

## Premios y distinciones
En 2013, la Academia Americana de las Artes y las Ciencias eligió a Tom Siebel como miembro.
Siebel forma parte del Consejo Asesor de la Facultad de Ingeniería de la Universidad de Stanford, de la Facultad de Ingeniería de la Universidad de Illinois y de la Facultad de Ingeniería de la Universidad de California en Berkeley. Además, es director de la Hoover Institution de la Universidad de Stanford y presidente del Consejo de la Fundación American Agora. En el pasado, fue miembro del Consejo de Administración de la Universidad de Princeton de 2008 a 2011.
Asimismo, es fundador y presidente del Montana Meth Project y de la Siebel Scholars Foundation, y presidente de la Siebel Foundation. Su destacada labor filantrópica fue reconocida por la revista Barron's Magazine, situándolo en los puestos 5 y 3 de la lista de los 25 filántropos más importantes del mundo en 2009 y 2010, respectivamente. Además, en 2007 y 2008, BusinessWeek lo nombró uno de los 50 filántropos más generosos.
Siebel recibió el premio David Packard por sus logros como empresario tecnológico y sus contribuciones a la seguridad nacional otorgado por Business Executives for National Security (Ejecutivos de empresas por la seguridad nacional) en 2002. Además, fue reconocido como uno de los 25 mejores directivos del mundo por BusinessWeek en 2000 y 2001.
Call Center Magazine incluyó a Siebel en su Salón de la Fama en 2000 en reconocimiento a sus contribuciones al negocio y la tecnología del servicio al cliente. Del mismo modo, CRM Magazine lo incluyó en su Salón de la Fama inaugural de CRM en 2003, destacando su visión, fuerte liderazgo y compromiso duradero con la innovación. Además, ha recibido los siguientes reconocimientos:
- Empresario del año, 2018[47]
- Empresario más intrigante de Goldman Sachs, 2018[48]
- Mejor director ejecutivo de Glassdoor, 2018[49]
- Empresario del año, 2017[50]
- Premio a la trayectoria profesional del director ejecutivo más admirado, San Francisco Business Times, 2016[51]
- Mención del Canciller, Universidad de California, Berkeley, 2014[52]
- Uno de los 25 principales ecoinnovadores del mundo, revista FORTUNE, 2014[53]
- Premio Woodrow Wilson a la Ciudadanía Empresarial – Centro Internacional para Académicos Woodrow Wilson para Académicos de la Institución Smithsonian, 2010[54]
- Salón de la Fama de la Ingeniería en Illinois –  Universidad de Illinois en Urbana-Champaign, 2010[55]
- Premio Pioneros de la Industria Lewis & Clark –  Universidad de Montana, 2006[56]
- Maestro empresario del año –  Ernst & Young, 2003[57]
- Premio David Packard – Ejecutivos de Empresas para la Seguridad Nacional, 2002[43]
- CEO del año –  Industry Week, 2002[58]
- Medalla y premio presidencial de la Universidad de Illinois, 2001[59]
- Top 10 CEOs –  Investor's Business Daily, 2000[45]
- Uno de los 25 mejores directivos de empresas mundiales –  BusinessWeek, 1999 a 2001[44]

## Filantropía
La Fundación Siebel, fundada en 1996, se dedica a apoyar a personas sin hogar y desfavorecidas, programas educativos y de investigación, prevención del consumo de metanfetamina y soluciones energéticas alternativas. Dentro de la Fundación Siebel, se crearon la Siebel Scholars Foundation, el Siebel Energy Institute y el Dearborn Scholars Fund en Montana. En 2005, Siebel también fundó el Montana Meth Project.
El Proyecto Meth recibió el reconocimiento de la Oficina de Política Nacional de Control de Drogas, otorgándole una mención de honor de la Casa Blanca como la campaña de prevención más influyente en 2006, y Tom Siebel aceptó el premio en nombre del programa. Además, su trabajo en el programa fue destacado con el Premio al Liderazgo Comunitario del Director 2006 de la Oficina Federal de Investigación.
En 2001, Siebel realizó una donación de 32 millones de dólares a su alma mater, el Departamento de Informática de la Universidad de Illinois en Urbana-Champaign, para la construcción del Centro Siebel de Informática, que fue inaugurado en la primavera de 2004. En 2006, hizo otra donación de 4 millones de dólares a la misma universidad para crear dos cátedras dotadas: la Cátedra Thomas M. Siebel de Historia de la Ciencia y la Cátedra Thomas M. Siebel de Informática. Además, en 2007, Siebel prometió una donación adicional de 100 millones de dólares a la Universidad de Illinois en Urbana-Champaign.
En 2015, la Fundación Siebel lanzó el Instituto Siebel de Energía, dedicado a la investigación en gestión de datos de monitorización de infraestructuras energéticas. Un año después, en 2016, Siebel donó 25 millones de dólares para construir el Centro Siebel de Diseño en la Universidad de Illinois, un centro multidisciplinario de 60,000 pies cuadrados diseñado por los arquitectos Bohlin Cywinski Jackson, que se completó en 2020.

## Participación política
De 2009 a 2014, Siebel hizo un total de 335,300 dólares en contribuciones políticas, siendo aproximadamente el 90% de esta cantidad destinada a independientes y el 10% a candidatos del Partido Republicano.
En 2013, C3 Energy recibió al exsenador Max Baucus de Montana, y Siebel y Baucus sostuvieron una discusión sobre cómo la tecnología de la información aborda el desafío de macrodatos en la industria de servicios públicos.
En abril de 2014, la congresista californiana Jackie Speier se reunió con ejecutivos de C3 Energy, incluido Siebel, para hablar sobre cómo se están aplicando los últimos avances en tecnología de la información a la red eléctrica.
En febrero de 2022, Siebel donó 90,000 dólares a la protesta del convoy de Canadá en Ottawa, que también bloqueó los pasos fronterizos entre Canadá y Estados Unidos para protestar contra los mandatos y restricciones de la vacuna COVID-19.

## Vida privada
Siebel está casado con Stacey Siebel, y juntos tienen cuatro hijos. Residen en Woodside, California, Estados Unidos.
Además, Siebel es residente a tiempo parcial en Montana, donde posee y gestiona el Dearborn Ranch en Wolf Creek, Montana, un rancho ganadero en activo. Ha estado viviendo en Montana durante 35 años.
En 2022, se informó que Siebel era el estadounidense que más CO2 emitía debido al uso de su avión privado.

### Incidente con el elefante
La mañana del 1 de agosto de 2009, mientras se encontraba en Tanzania observando un grupo de elefantes a 200 metros de distancia, Tom Siebel y un guía fueron sorprendidos por un elefante que cargó contra el guía y luego se abalanzó sobre él. El incidente resultó en varias costillas rotas, una pierna izquierda corneada y la pierna derecha aplastada. Aunque pidieron ayuda por radio, pasaron tres horas antes de recibir tratamiento médico. Posteriormente, fue trasladado en avión al Hospital Universitario Aga Khan de Nairobi, donde le limpiaron las heridas y estabilizaron su pierna. Luego, fue llevado de regreso a Estados Unidos en un vuelo de 20 horas, con solo 10 horas de morfina y 15 horas de fluidos. Como resultado, había perdido la mitad de sus fluidos y fue ingresado en la unidad de cuidados intensivos.
Más tarde, Siebel fue trasladado al Hospital de Stanford, donde en los siguientes seis meses se sometió a 11 operaciones, se le arreglaron las costillas y el hombro, y se le salvó la pierna izquierda.
En septiembre de 2010, un año después del ataque, Siebel había pasado por 16 operaciones y se le había colocado un fijador externo con aparato de Ilizarov para reparar, alargar y remodelar la tibia de su pierna derecha. Después de someterse a un total de 19 operaciones reconstructivas a lo largo de dos años y medio, Siebel finalmente logró una recuperación completa. En 2013, National Geographic incluyó el relato de Siebel en su serie de televisión "Dead or Alive: Trampled on Safari".